# Salaspis tenuidisculus
Salaspis tenuidisculus är en insektsart som först beskrevs av Robert Newstead 1920.  Salaspis tenuidisculus ingår i släktet Salaspis och familjen pansarsköldlöss.
Artens utbredningsområde är Uganda. Inga underarter finns listade i Catalogue of Life.